# Blauwkaplori
De blauwkaplori (Vini australis) is een vogel uit de familie Psittaculidae (papegaaien van de Oude Wereld).

## Verspreiding en leefgebied
Deze soort is endemisch in het zuidelijke deel van Centraal-Polynesië.